# Giuseppe Milazzo
Giuseppe Milazzo (Palermo, 21 agosto 1977) è un politico italiano.

## Biografia
Alle elezioni amministrative di Palermo del 2007, si candida alla carica di consigliere comunale nelle liste di Forza Italia, a sostegno del candidato a sindaco Diego Cammarata, venendo eletto. Nel 2009 con la sospensione di Forza Italia ha aderito a Il Popolo della Libertà.
In occasione delle elezioni amministrative di Palermo del maggio 2012, si ricandida alla carica di consigliere comunale nelle lista del PdL a sostegno del candidato a sindaco Massimo Costa, venendo eletto. Si dimetterà dalla carica nel 2013.
Si candida nel novembre 2012 alla carica di deputato regionale nelle liste del PdL alle elezioni regionali in Sicilia del 2012, a sostegno del candidato presidente Nello Musumeci, risultando il primo dei non eletti. Il 3 aprile 2013 subentra al deputato regionale Francesco Scoma, dimessosi per incompatibilità in quanto eletto senatore.
Con la sospensione del Popolo della Libertà, aderisce alla rinata Forza Italia.
Viene rieletto deputato regionale alle elezioni regionali siciliane del 2017 nelle liste di Forza Italia a sostegno del candidato presidente Nello Musumeci, nel collegio di Palermo. Inoltre, viene designato come capogruppo di Forza Italia all'Assemblea regionale siciliana.
Alle elezioni europee del 2019 si candida al parlamento europeo per Forza Italia nella circoscrizione Italia insulare, venendo eletto con oltre 74.000 preferenze. Per incompatibilità con l'incarico il 2 luglio 2019 si è dimesso da deputato regionale, e al suo posto è subentrato Salvatore Lentini.
Il 23 giugno 2021, Milazzo lascia Forza Italia per aderire a Fratelli d'Italia, e nel 2022 è eletto consigliere comunale di Palermo nella lista di FdI, a sostegno del sindaco Roberto Lagalla, rivestendo il ruolo di capogruppo del suo partito in consiglio. Risulta il secondo più votato della lista con 2020 voti, arrivando dietro solo a Francesco Paolo Scarpinato (2631 voti).
Nel maggio del 2024, in occasione delle elezioni europee, viene candidato nella lista di Fratelli d'Italia per la circoscrizione Italia insulare.
Verrà rieletto con oltre 65.000 preferenze.
Il 23 luglio dello stesso anno, viene eletto fra i vice-presidenti della Commissione per la pesca del Parlamento europeo.